# غوستافو ديل بريتي
غوستافو ديل بريتي (بالإسبانية: Gustavo Del Prete)‏ هو لاعب كرة قدم أرجنتيني، ولد في 12 يونيو 1996 في كيبوليتي في الأرجنتين.

## وصلات خارجية
- غوستافو ديل بريتي على موقع قاعدة بيانات كرة القدم.إي يو (الإنجليزية)
- غوستافو ديل بريتي على موقع Soccerway.com (الإنجليزية)
- غوستافو ديل بريتي على موقع عالم كرة القدم.نت (الإنجليزية)